# Michael Ontkean
Michael Leonard Ontkean (n. 24 ianuarie 1946, Vancouver, British Columbia, Canada) este un fost actor canadian. Născut și crescut în Vancouver, Columbia Britanică, Ontkean s-a mutat în Statele Unite pentru a studia la Universitatea din New Hampshire⁠(d), iar la începutul anilor 1970 a decis să devină actor.
A devenit cunoscut în rolul ofițerului Willie Gillis în serialul The Rookies⁠(d) (1972-1974), iar apoi pentru rolul principal în comedia sportivă Furie pe gheață⁠(d) (1977) și comedia romantică Willie & Phil⁠(d) (1980). În 1982, acesta a apărut alături de Harry Hamlin și Kate Jackson⁠(d) în drama Making Love⁠(d), având rolul unui bărbat căsătorit care își acceptă orientarea homosexuală. Ontkean a continuat să apară în filme precum Sufletul Clarei⁠(d) (1988) și Salutări din Hollywood (1990) înainte de a obține rolul șerifului Harry S. Truman în celebrul serial Twin Peaks (1990–1991) al lui David Lynch.

## Biografie
Ontkean s-a născut și a crescut în Vancouver, Columbia Britanică, fiul lui Muriel (născută Cooper), o actriță, și al lui Leonard Ontkean, un boxer și actor. A fost un copil-actor în Vancouver, având un rol în serialul de televiziune canadian Hudson's Bay (1959). Familia sa s-a mutat ulterior la Toronto, unde a urmat studiile la St. Michael's Choir School⁠(d), Școala Catolică Holy Rosary și St. Michael's College School⁠(d). În copilărie, acesta a jucat hochei pe gheață și a câștigat o bursă la Universitatea din New Hampshire, un program sportiv din liga ECAC⁠(d). În cei trei ani petrecuți în programul universitar, Ontkean a marcat 63 de goluri și 111 puncte în 85 de meciuri jucate.

## Cariera
Ontkean a avut roluri episodice în The Partridge Family⁠(d) (1971), Ironside⁠(d) și Longstreet⁠(d), dar a devenit cunoscut publicului odată cu rolul din serialul ABC The Rookies (1972–1976), unde a jucat rolul ofițerului Willie Gillis în primele două sezoane. Acesta a fost înlocuit de actorul Bruce Fairbairn⁠(d) începând din sezonul al treilea. Experiența sa în hochei a contribuit la obținerea unui rol în filmul Furie pe gheață (1977). În 1979, a apărut în primul episod al serialului Tales of the Unexpected⁠(d).
La începutul carierei, acesta a avut roluri de film în Necromancy⁠(d) (1972) cu Orson Welles, Vocile⁠(d) (1979) cu Amy Irving, Willie & Phil (1980) cu Margot Kidder, The Blood of Others⁠(d) (1984), Kids Don't Tell⁠(d) (1985) cu JoBeth Williams⁠(d), Right of the People (1986), The Allnighter⁠(d) și Maid to Order⁠(d) (ambele 1987), Sufletul Clarei (1988) cu Whoopi Goldberg și Bye Bye Blues⁠(d) (1989).

### Making Love
Making Love (1982) prezintă povestea unui bărbat căsătorit care realizează că este homosexual. Ontkean nu a fost prima alegere a regizorului pentru film; Arthur Hiller i-a abordat înainte pe Tom Berenger, Michael Douglas, Harrison Ford, William Hurt și Peter Strauss pentru rolul principal. Conform lui Hiller, majoritatea actorilor contactați au refuzat categoric rolul. Onkean s-a reîntâlnit pe platourile de filmare cu actrița Kate Jackson, cei doi fiind foști colegi în serialul The Rookies. Mulți ani mai târziu, Ontkean a încercat să împiedice utilizarea unor scene din film în The Celluloid Closet⁠(d) (1996), un documentar despre personaje LGBT din filme, însă nu a reușit.

### Twin Peaks
Ontkean a apărut în rolul șerifului Harry S. Truman în Twin Peaks (1990–1991), serial realizat de David Lynch și Mark Frost⁠(d). A filmat scene pentru Twin Peaks: Ultimele șapte zile ale Laurei Palmer, dar, ca în cazul multor actori din distribuția originală, acestea au fost eliminate din versiunea finală a lungmetrajului.

## Finalul carierei
Ulterior, Ontkean a apărut în numeroase producții de film și televiziune, inclusiv în In Defense of a Married Man (1990), In a Child's Name (1991) cu Valerie Bertinelli⁠(d), Legacy of Lies (1992), Rapture și Vendetta II: The New Mafia (ambele 1993), Swann: A Mystery⁠(d) și The Stepford Husbands⁠(d) (ambele 1996); Summer of the Monkeys⁠(d) și A Chance of Snow⁠(d) (ambele 1998), Bear with Me (2000) și Pisica doamnei Ashboro⁠(d) (2003). Ontkean a avut un rol episodic în serialul Fox North Shore⁠(d) din 2004 și a apărut în serialul de comedie Sophie⁠(d) din 2008.
A avut un rol secundar în filmul Descendenții (2011), ultimul său înainte de pensionare. Filmul a fost turnat în Hawaii.
Ontkean a fost abordat pentru a reveni în rolul șerifului Truman în sezonul 3 al serialului Twin Peaks. Inițial, acesta a fost încântat de veste și l-a angajat pe Brad Dukes, autor al unei lucrări despre Twin Peaks, să-l ajute să găsească jacheta pe care personajul său a purtat-o în serial. Dukes a găsit o replică potrivită, a cumpărat-o și i-a trimis-o lui Ontkean. Cu toate acestea, Ontkean a renunțat la rol în 2015 din motive care nu au fost făcute publice. Dukes a declarat despre situație: „Am vorbit ultima dată în august și m-a informat că până la urmă nu va merge la Washington. I-am spus că această veste îmi frânge inima. Pe lângă faptul că am inima frântă, sunt nedumerit. Twin Peaks nu este Twin Peaks fără Michael Ontkean în rolul șerifului Harry S. Truman.”
Ontkean a fost înlocuit de Robert Forster⁠(d). Acesta a fost prima alegere a regizorului David Lynch pentru rolul lui Harry Truman în serialul original din anii 1990.

## Viața personală
Michael a fost căsătorit cu Jamie Smith-Jackson, actriță, director de design și proprietar al Jamie Jackson Design. Cuplul a divorțat ulterior; cei doi au avut două fiice, Jenna Millman și Sadie Sapphire Ontkean.

## Filmografie

### Filme
| An   | Titlu                         | Rol                     | Note                                                             |
| ---- | ----------------------------- | ----------------------- | ---------------------------------------------------------------- |
| 1971 | The Peace Killers             | Jeff                    |                                                                  |
| 1972 | Necromancy                    | Frank Brandon           |                                                                  |
| 1972 | Pickup on 101                 | Chuck                   |                                                                  |
| 1972 | Hot Summer Week               | Will                    |                                                                  |
| 1977 | Slap Shot                     | Ned Braden              |                                                                  |
| 1979 | Voices                        | Drew Rothman            |                                                                  |
| 1980 | Willie & Phil                 | Willie Kaufman          |                                                                  |
| 1982 | Making Love                   | Zach                    |                                                                  |
| 1984 | The Blood of Others           | Jean                    |                                                                  |
| 1984 | Just the Way You Are          | Peter Nichols           |                                                                  |
| 1987 | The Allnighter                | Mickey                  |                                                                  |
| 1987 | Maid to Order                 | Nick McGuire            |                                                                  |
| 1987 | Street Justice                | Curt Flynn              |                                                                  |
| 1988 | Clara's Heart                 | Bill Hart               |                                                                  |
| 1989 | Bye Bye Blues                 | Teddy Harper            |                                                                  |
| 1989 | Cold Front                    | Derek McKenzie          |                                                                  |
| 1990 | Postcards from the Edge       | Robert Munch            |                                                                  |
| 1992 | Twin Peaks: Fire Walk with Me | Sheriff Harry S. Truman | Scene eliminate. Acestea apar în Twin Peaks: The Missing Pieces. |
| 1996 | Swann                         | Stephen                 |                                                                  |
| 1998 | Summer of the Monkeys         | John Lee                |                                                                  |
| 1998 | Nico the Unicorn              | Tom Gentry              |                                                                  |
| 1999 | Just a Little Harmless Sex    | Jeff                    |                                                                  |
| 2011 | The Descendants               | Cousin Milo             | Rol final                                                        |

### Televiziune
| An        | Titlu                                         | Rol                              | Note                                       |
| --------- | --------------------------------------------- | -------------------------------- | ------------------------------------------ |
| 1959      | Hudson's Bay                                  | Jeremy Warrant                   | Episodul: "Pierre's Three Evils"           |
| 1970      | Ironside                                      | Man                              | Episodul: "Noel's Gonna Fly"               |
| 1970      | Dan August                                    | Mike Foschke                     | Episodul: "The Soldier"                    |
| 1971      | Walt Disney's Wonderful World of Color        | Alcide                           | Episodul: "The Boy from Dead Man's Bayou"  |
| 1971      | The Partridge Family                          | Lester Braddock                  | Episodul: "Not With My Sister, You Don't!" |
| 1971      | Longstreet                                    | David De Carie                   | Episodul: "So, Who's Fred Hornbeck?"       |
| 1972–1974 | The Rookies                                   | Officer Willie Gillis            | 47 de episoade                             |
| 1979      | Tales of the Unexpected                       | Tommy                            | Episodul: "The Man from the South"         |
| 1985      | Kids Don't Tell                               | John Ryan                        | Film de televiziune                        |
| 1986      | The Right of the People                       | Christopher Wells                | Film de televiziune                        |
| 1989      | The Hitchhiker                                | Gordon Brooks                    | Episodul: "Square Deal"                    |
| 1990–1991 | Twin Peaks                                    | Sheriff Harry S. Truman          | 30 de episoade                             |
| 1990      | In Defense of a Married Man                   | Robert                           | Film de televiziune                        |
| 1991      | In a Child's Name                             | Ken Taylor                       | Miniserie                                  |
| 1992      | Legacy of Lies                                | Zach Resnick                     | Film de televiziune                        |
| 1993      | Rapture                                       | Jeff Lisker                      | Film de televiziune                        |
| 1993      | Whose Child Is This? The War for Baby Jessica | Jan DeBoer                       | Film de televiziune                        |
| 1993      | Bride of Violence 2                           | Hank Parnell                     | Film de televiziune                        |
| 1994      | Family Album                                  | Ward Thayer                      | Miniserie                                  |
| 1999      | PSI Factor: Chronicles of the Paranormal      | John Doe / Wesley Addison        | Episodul: "John Doe"                       |
| 1996      | The Man Next Door                             | Eli Cooley                       | Film de televiziune                        |
| 1996      | The Stepford Husbands                         | Mick Davison                     | Film de televiziune                        |
| 1997–2000 | The Outer Limits                              | Dr. Field / Dr. Charles McCamber | 2 episoade                                 |
| 1998      | A Chance of Snow                              | Matthew Parker                   | Film de televiziune                        |
| 2000      | Green Sails                                   | John Scott                       | Film de televiziune                        |
| 2002      | A Killing Spring                              | Tom Keaton                       | Film de televiziune                        |
| 2004      | Ghost Cat                                     | Wes Merritt                      | Film de televiziune                        |
| 2004–2005 | North Shore                                   | Gordon Matthews                  | 4 episoade                                 |
| 2008      | Sophie                                        | Victor Hearst                    | 3 episoade (rol final în televiziune)      |